# Allogamus pertuli
Allogamus pertuli är en nattsländeart som beskrevs av Malicky 1974. Allogamus pertuli ingår i släktet Allogamus och familjen husmasknattsländor. Inga underarter finns listade i Catalogue of Life.